# 버드와이저 가든
버드와이저 가든(Budweiser Gardens)는 캐나다 온타리오주 런던에 위치한 실내 경기장이다. NBL 캐나다 런던 라이트닝의 홈경기장으로 사용되고 있다.